# Piz Mundaun
Piz Mundaun är en bergstopp i Schweiz.   Den ligger i regionen Surselva och kantonen Graubünden, i den östra delen av landet, 130 km öster om huvudstaden Bern. Toppen på Piz Mundaun är 2 064 meter över havet, eller 87 meter över den omgivande terrängen. Bredden vid basen är 0,74 km.
Terrängen runt Piz Mundaun är bergig åt nordost, men åt sydväst är den kuperad. Närmaste större samhälle är Bonaduz, 19,6 km öster om Piz Mundaun. 
I omgivningarna runt Piz Mundaun växer i huvudsak blandskog. Runt Piz Mundaun är det mycket glesbefolkat, med 3 invånare per kvadratkilometer.